# Indicatif régional 603

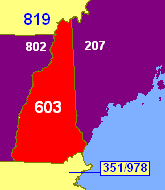
Carte représentant en rouge le new Hampshire et autour les indicatifs téléphoniques des états voisins

L'indicatif régional 603 est l'indicatif téléphonique régional de l'État du New Hampshire aux États-Unis. L'indicatif régional couvre tout le territoire de l'État.
L'indicatif régional 603 fait partie du Plan de numérotation nord-américain.

## Historique
Cet indicatif date de 1947 et est l'un des indicatifs originaux du Plan de numérotation nord-américain.
En avril 2011, l'indicatif régional 603 comportait peu de numéros de téléphone disponibles et il était prévu qu'un second indicatif régional entre en vigueur en 2013. L'introduction d'un nouvel indicatif par chevauchement à travers tout l'État était recommandé. Toutefois, en raison de la récupération d'un grand nombre de numéros de téléphone bloqués, la date d'épuisement de l'indicatif régional 603 a été repoussée significativement, possiblement au-delà de 2020.
Puisque la composition à 10 chiffres n'est pas encore obligatoire dans le New Hampshire, les appelants situés dans l'indicatif régional 603 n'ont pas à composer 603 pour rejoindre un autre abonné de l'État. Cependant, de nombreuses entreprises du sud du New Hampshire utilisent des numéros de téléphone de 10 chiffres dans leur publicité.